# Калоян, Армен Мигранович
Армен Калоян (р.1970, Харьков, УССР) — украинский актёр, театральный и оперный режиссёр. Заслуженный деятель искусств Украины (2020).

## Образование, карьера
Родился 14 декабря 1970 года в городе Харькове (УССР).
Обучался в ХССМШ-И по классу виолончели, окончил подготовительное отделение ХНУИ им. И. П. Котляревского по специальности «Академический вокал». В 1994 году окончил Харьковский государственный институт искусств по специальности актер драматического театра и кино.

С 1994 г. по 1998 г. — актер Киевского академического «Молодого театра», актер театра «Браво», преподаватель сценического движения и пластики в Театре-студии импровизации «Черный квадрат». С 1998 года — преподаватель сценического движения, фехтования, актёрского мастерства, оперного класса в ХНУИ им. Котляревского. Работал режиссёром оперной студии,  был доцентом кафедры оперной подготовки ХНУ.

В 2001 году получил диплом летней школы исполнительского мастерства (г. София, Болгария) по технике Р. Лабана и контактной импровизации, класс Моники Кох (г. Лондон, Великобритания).

В 2007 году с отличием окончил ХНУИ им. Котляревского по специальности режиссёр драматического театра.

В 2004 году поступил на службу в Харьковский национальный театр оперы и балета им. Лысенко на должность режиссёра-постановщика.
С февраля 2016 года — главный режиссёр ХНАТОБа им. Лысенко.

Член правления Национального союза театральных деятелей Украины, организатор многих культурных проектов Харькова, активный общественный деятель и участник Харьковской областной общественной организации «Армянское национальное городское общество». 

Кавалер Ордена Святого Николая Чудотворца, награжден почетным знаком отличия «Золотий клейнод родини Мазеп».

## Семья
Супруга — Анна Калоян (Коваленко) — артистка хора Харьковского театра оперы и балета имени Н. В. Лысенко.

## Постановки спектаклей

### Оперы

#### Режиссёр-постановщик
- В. А. Моцарт «Дон Жуан» (ХНАТОБ им. Лысенко)
- П. Масканьи «Сельская Честь» (ХНАТОБ им. Лысенко)
- А. Щетинский «Бестиарий» (ХНАТОБ им. Лысенко)
- Г. Доницетти «Рита» (ХНАТОБ им. Лысенко)
- Дж. Россини «Брачный вексель» (ХНАТОБ им. Лысенко)
- Дж. Верди «Отелло» (ХНАТОБ им. Лысенко)
- Н. Лысенко «Тарас Бульба» (в рамках проекта «ХНАТОБ стирает грани» спектакль под открытым небом)(ХНАТОБ им. Лысенко)
- Ж. Бизе «Кармен» (ХНАТОБ им. Лысенко)
- Дж. Пуччини «Тоска»(ХНАТОБ им. Лысенко)
- П. И. Чайковский «Мазепа» (ХНАТОБ им. Лысенко)
- В. А. Моцарт «Свадьба Фигаро» (оперная студия ХНУИ им. Котляревского)
- В. А. Моцарт «Волшебная Флейта» (оперная студия ХНУИ им. Котляревского)
- Д. Д. Шостакович «Антиформалистический Раёк» (оперная студия ХНУИ им. Котляревского)
- Д. Д. Шостакович «Сказка о глупом мышонке» (оперная студия ХНУИ им. Котляревского)
- Г. Доницетти «Любовный Напиток» (оперная студия ХНУИ им. Котляревского)
- Б. Сметана «Проданная невеста» (оперная студия ХНУИ им. Котляревского)
- Д. Обер «Фра Дьяволо» (оперная студия ХНУИ им. Котляревского)
- Дж. Верди «Травиата» (оперная студия ХНУИ им. Котляревского)
- П. И. Чайковский «Евгений Онегин» (оперная студия ХНУИ им. Котляревского)

#### Ассистент режиссёра, второй режиссёр
- К. Сен-Санс «Самсон и Далила» — режиссёр-постановщик Ирина Нестеренко (Киев)
- А. Бородин «Князь Игорь» — режиссёр-постановщик Станислав Гаудасинский (Санкт-Петербург)
- И. Штраус «Летучая мышь» — режиссёр-постановщик Александр Лебедев (Санкт-Петербург)
- Дж. Верди «Травиата» — режиссёр-постановщик Александр Лебедев (Санкт-Петербург)

### Драматические постановки

#### Режиссёр-постановщик
- «Джонатан» — инсценировка повести Р. Баха — мюзикл «Чайка по имени Ливингстон» (театр «Каламбур»)
- «Кармен» — инсценировка повести Проспера Мериме «Кармен» (учебный театр театрального факультета ХНУИ им. Котляревского)
- «Йерма» — Ф. Г. Лорка " (учебный театр театрального факультета ХНУИ им. Котляревского)
- «Дом Бернарды Альбы» — Ф. Г. Лорка " (учебный театр театрального факультета ХНУИ им. Котляревского)
- «Лисистрата» — Аристофан (учебный театр театрального факультета ХНУИ им. Котляревского)
- «Отак загинув Гуска» — Н. Кулиш (учебный театр театрального факультета ХНУИ им. Котляревского)
- В. Купянский «Жінка, стать і Характер» (Харьковская филармония)

#### Режиссёр-консультант
- З. Сагалов «Записки импресарио» (Театр «Ника»)
- «Тайны Мерлин» (Театр «Ника»)
- «Вертинский» (Театр «55»)
- «Жінка — як музика», поэтический спектакль по произведениям Лины Костенко (Учебный театр театрального факультета ХНУИ им. Котляревского «П’ятий поверх»)

#### Постановка пластических сцен и сценических боев
- Лопе де Вега «Собака на сене», режиссёр С. Бережко (Учебный театр театрального факультета ХНУИ им. Котляревского)
- Л. Черняускайте «Світла Люче», режиссёр Ст. Пасичник (театр им. Шевченко, г. Харьков)
- И. Франко «Сойчине Крило», режиссёр Ст. Пасичник (театр PS)
- В. Шекспир «Сон літньої ночі», режиссёр А. Бакиров (театр им. Шевченко, г. Харьков)
- К. Людвиг «Примадонны», режиссёр А. Аркадин-Школьник (театр им. Шевченко, г. Харьков)
- «Весёлые приключения Пифа», режиссёр А. Ковшун (театр им. Шевченко, г. Харьков)
- «Веселые приключения Незнайки», режиссёр А. Ковшун (Театр юного зрителя)
- Ю. Боганов «Как Кощей на Василисе женился», режиссёр Анна Бялая (Театр юного зрителя)
- «Вальмонт», режиссёр А. Ковшун (театр «НИКА»)
- «Ромео и Джульетта. Лабиринт.», режиссёр С. Бережко (Театр детей и молодежи «СТЭЛ»)
- В. Шекспир «Наш Гамлет», режиссёр И. Ладенко («Театр 19»)
- «Горько!» — инсценировка по рассказам М. Зощенко, режиссёр А. Бакиров (Одесский академический украинский музыкально-драматический театр им. В. Василько)
- «Крыса» (театр «Прекрасные цветы»)
- «Дракула» (театр «Прекрасные цветы»)
- М. Карминский «Робин Гуд», режиссёр А. Дугинов (ХНАТОБ им. Лысенко)
- «Клоундайк шоу», режиссёр Е. Федоренко (театр «FORTE»)
- «365» (совместный проект ХНАТОБ и театра «Прекрасные цветы»)

## Награды, благодарности
- Диплом участника Международного фестиваля античной драмы «БОСПОРСКИЕ АГОНЫ» за исполнительское мастерство, творческий поиск и популяризацию мирового историко-культурного наследия — 2000 г.
- Гран-При Первого Всеукраинского фестиваля детских и юношеских любительских театров «Маски Мельпомены» за режиссёрскую работу в театре «Каламбур» (спектакль С. Решетнёва «Джонатан») — 2005 г.
- Лауреат ежегодного Международного «Брянцевского фестиваля» детских театральных коллективов в номинации «Лучший спектакль среди коллективов Домов творчества» — Санкт-Петербург, 2005 г.
- Диплом Всеукраинского театрального фестиваля «Дебют» за режиссёрскую работу (спектакль «Кармен» по рассказу П. Мериме) — 2005 г.
- Лауреат премии «Народное признание» в номинации «Театр» — 2007 г.
- Лауреат рейтинга «Харків’янин року» — 2007 г.
- Почетная грамота и медаль Харьковского городского совета «за багаторічну плідну працю, високий професіоналізм та вагомий внесок у розвиток українського музичного мистецтва» — 2009 г.
- Грамота управления культуры и туризма Харьковской государственной администрации за значительный вклад в развитие театрального искусства — 2011 г.
- Лауреат премии Харьковского городского совета им. Н. Крушельницкого в области театральное искусство (лучшая режиссура) — 2013 г.
- Почетная грамота Харьковской областной государственной администрации (Департамент культуры и туризма) «за багаторічну сумлінну та плідну працю, високу професійну майстерність, вагомий особистий внесок у розвиток культури та з нагоди ювілеїв театру»
- Почесна відзнака «Золотий клейнод родини Мазеп» за видатні досягнення в справі відродження культурної спадщини українського народу і вшанування пам’яті гетьмана Івана Мазепи — 2017 р.
- Орден Святого Николая Чудотворца «За заслуги з відродження духовності в Україні та утвердження Помісної Української Православної Церкви» (Киевский Патриархат Украинской Православной Церкви) — 2017 г.
- Благодарность Харьковского городского Головы Г. А. Кернеса, как «активісту Харькувської обласної громадської організації „Вірменська національна міська громада“ за багаторічну плідну діяльність, активну життєву позицію, значний внесок у розвиток та укріплення міжнаціональних дружніх відносин і з нагоди Дня незалежності Вірменії» — 2017 г.